# Media Burn
Media Burn – performance video pomysłu grupy Ant Farm z 1975 roku.

## Opis i klasyfikacja
4 lipca 1975 roku specjalnie przerobiony Cadillac wjechał z pełną prędkością w podpaloną piramidę telewizorów. 
Twórcami performance’u była grupa Ant Farm, działająca w latach 1968–1978, powstała pod wpływem kontrkultur końca lat 60. XX wieku. Grupę tworzyli: Chip Lord, Doug Michels, Curtis Schreier i Uncle Buddie. Akcję przeprowadzono w hali Cow Palace w Daly City, w mieście należącym do obszaru metropolitalnego San Francisco. Została ona uwieczniona na 26-minutowym filmie na taśmie VHS, wyprodukowanym przez Toma Weinberga.
Wydarzenie było stylizowane na relację ze startu rakiety kosmicznej. Był to czas wyścigu kosmicznego, który za pośrednictwem mass mediów absorbował uwagę społeczeństwa. Na filmie VHS akcja została poprzedzona dramatyzowanymi wywiadami z członkami grupy Ant Farm. Zaimprowizowano nawet stoiska pamiątkowe, w których sprzedawano program performance’u, a także okolicznościowe kubki i koszulki. Następnie samochód został przyprowadzony na miejsce akcji przez dwóch mężczyzn przebranych za astronautów (Douga Michelsa i Curtisa Schreiera). Przerobiony Cadillac Eldorado Biarritz z 1959 roku został uroczyście odsłonięty i nazwany Phantom Dream Car. Samochód przejechał przez oblaną naftą i podpaloną piramidę z telewizorów, po czym triumfalnie powrócił z końca parkingu.
Z uwagi na wykorzystanie nagrania jako medium, działalność Ant Farm jest klasyfikowana m.in. przez Museum of Modern Art jako pionierski przykład sztuki wideo. Według typologii zaproponowanej przez brytyjską historyczkę sztuki Claire Bishop, dzieło można zaklasyfikować jako trzeci rodzaj performance’u delegowanego, w którym artysta przeprowadza akcję od początku z zamiarem utrwalenia jej na filmie. W efekcie odbiór dzieła jest zapośredniczony poprzez medium. Zdaniem Bishop, artyści decydują się na tę strategię najczęściej, gdy powtarzanie performance’u może być zbyt niebezpieczne.
Nazwa Media Burn została po raz pierwszy użyta przez Toma Weinberga w jego książce już w 1969 roku.

## Interpretacja
Poprzez swoją formę akcja nawiązywała do zabójstwa prezydenta USA Johna F. Kennedy’ego, które miało miejsce w 1963 roku. Nieustanne powtarzanie w mediach nagrań z momentu zamachu w sposób niezamierzony wprowadziło wizerunek prezydenta jadącego w limuzynie do kultury popularnej. Performance grupy Ant Farm stanowił groteskową parodię tych nagrań. Kontekst ten został uwypuklony przez umieszczenie na nagraniu patetycznej przemowy wygłoszonej przez sobowtóra Johna F. Kennedy’ego, w którego wcielił się Doug Hall. Przemówienie to wyjaśnia sens performance’u. Sobowtór Kennedy’ego obarcza winą o niepowodzenie Ameryki takie czynniki jak monopolizm; mass media, które kontrolują i manipulują przebiegiem informacji i uzależniają od siebie społeczeństwo oraz militaryzm. Ten ostatni jest nawiązaniem do wygasającej wojny w Wietnamie. Sobowtór Kennedy’ego wzywa Amerykanów do zniszczenia swoich telewizorów, co faktycznie następuje, gdy na końcu nagrania świadkowie zdarzenia niszczą zwęglone szczątki urządzeń. Na kontestacyjny charakter performance’u wskazuje też, że odbył się on w Dzień Niepodległości Stanów Zjednoczonych. Wcielający się w reporterów członkowie Ant Farm nawiązują do święta na początku nagrania. Przejazd Phantom Dream Car przez piramidę został poprzedzony odśpiewaniem hymnu narodowego.
Zdaniem amerykańskiego historyka sztuki Hala Fostera, Media Burn było parodią idei zawartych przez Roberta Venturiego, Denise Scott Brown i Stevena Izenoura w publikacji pt. Uczyć się od Las Vegas (1972). Autorzy zawarli w niej syntezę teorii architektury, którą rozwijali od lat 50. XX wieku. Jej głównym założeniem było podporządkowanie architektury popkulturze. Architekci nawoływali do porzucenia ekspresyjnych, artystycznych form, które przestały być zrozumiałe dla większości Amerykanów. Zamiast tego proponowali wykorzystanie i ulepszenie prostych form wykształconych przez masową kulturę popularną i marketing. 
W latach 70. XX wieku idee zawarte w Uczyć się od Las Vegas silnie oddziaływały nie tylko na architekturę, ale także na inne dziedziny sztuki. Część artystów zwróciła uwagę, że Venturi i Scott Brown nie uwzględnili negatywnych aspektów kultury masowej. Hal Foster wymienia jako jej przykłady kulturę śmierci i katastrofy. W tym kontekście performance grupy Ant Farm jest sarkastyczną odpowiedzią na ówczesny entuzjazm wobec popkultury, wzmożony na fali dobrej recepcji Uczyć się od Las Vegas.
Z drugiej strony autorzy Media Burn wykorzystali produkty tej samej kultury masowej, które zostały poddane przez nich krytyce. Telewizory stanowią oczywisty symbol kultury masowej. Z kolei Cadillac uosabia konsumpcyjne pragnienia społeczeństwa. Zdaniem Fostera, autorzy sprowadzili w ten sposób produkty popkultury z powrotem w ramy artystyczne, tzn. bardziej zindywidualizowane i zniuansowane w odbiorze niż bezmyślnie powielane wzorce z bannerów reklamowych i sieciowych lokali handlowo-usługowych, które wzięli sobie za wzorce Venturi i Scott Brown.

## Odbiór
23-minutowa wersja nagrania Media Burn znajduje się w posiadaniu Museum of Modern Art w Nowym Jorku (nr inw. 726.1980). W latach 2008–2010 było ono prezentowane wraz z innym performance’em video Ant Farm pt. Cadillac Ranch Show na wystawie Rough Cut: Design Takes a Sharp Edge. 
37-minutową wersję nagrania nabyło w 1991 roku San Francisco Museum of Modern Art. Tom Weinberg, wielokrotnie honorowany Nagrodą Emmy producent, który dał pomysł nazwy performance’u, a następnie wyprodukował jego nagranie w 1975 roku, utworzył w 2003 roku niezależne archiwum filmowe, które od dzieła grupy Ant Farm zostało nazwane właśnie Media Burn Archive.